# Елк Ривър (река)
Елк Ривър (на английски: Elk River), (на български: Еленова Река) е река, приток на река Тенеси, която тече през щатите Алабама и Тенеси, Съединените американски щати.
Дължината ѝ е 314 км. Водосборният ѝ басейн е. Извира на 308 м н.в., а надморската височина при устието ѝ е 170 м н.в.